# Такуанда
Такуанда, или низкотелый секутор, или крючконосая сребробрюшка (лат. Secutor insidiator) — вид лучепёрых рыб семейства сребробрюшковых (Leiognathidae). Распространены в Индо-Тихоокеанской области. Максимальная длина тела 11,3 см.

## Описание
Тело высокое, овальной формы, сжато с боков, покрыто циклоидной чешуёй. Чешуя мелкая, между основаниями грудных и брюшных плавников проходит 22—28 рядов чешуи. Высота тела укладывается 1,6—2,5 раза в стандартную длину тела. Голова сильно вогнута над глазом. Рот маленький, сильно выдвижной; при открытии вытягивается вверх. Жаберные тычинки длинные и тонкие, примерно равны длине соответствующих жаберных лепестков. На первой жаберной дуге 24—29 жаберных тычинок. Щёки и низ груди, включая межжаберный промежуток, без чешуи. Длинный спинной плавник с 8 жёсткими и 16 мягкими лучами. В анальном плавнике три колючих и 14 мягких лучей. Хвостовой плавник вильчатый.Боковая линия начинается за жаберными крышками и доходит до хвостового плавника. Пересчёт количества рядов чешуи вдоль боковой линии до воображаемого продолжения боковой линии до хвостового стебля даёт величину 87—107.
Спина от зеленоватого до коричневатого цвета. Брюхо серебристое. По бокам тела проходит 11—15 рядов из пятен и точек, заходящих ниже боковой линии. От нижнего края глаза до заднего угла нижней челюсти идёт чёрная полоса. Верхняя треть мембран между вторым и шестым жёсткими лучами спинного плавника чёрная. Мягкие части спинного и анального плавников бесцветные. Хвостовой плавник частично жёлтого цвета. Нижняя часть основания грудных плавников с чёрными точками.
Максимальная длина тела 11,3 см, обычно до 8 см.

## Биология
Низкотелые секуторы — морские придонные рыбы, обитают на мелководных участках вблизи побережья на глубине до 50 м; заходят в эстуарии. Предпочитают илистые и песчаные грунты. Ведут стайный образ жизни. Питаются копеподами, мизидами и растительным детритом.

## Ареал
Широко распространены в Индо-Тихоокеанской области. Встречаются от Красного моря и Персидского залива вдоль восточного побережья Африки, вдоль побережья Южной и Юго-Восточной Азии; до широты 25° ю. ш. вокруг северной Австралии.

## Взаимодействие с человеком
Являются объектом местного кустарного промысла. Ловят донными тралами. В Юго-Восточной Азии реализуются в свежем и вяленом виде, идут на производство рыбной муки, а также для кормления домашней птицы и рыб в аквакультуре. В Австралии попадаются в качестве прилова и выбрасываются.